# Artinsky (huyện)
Huyện Artinsky (tiếng Nga: ? райо́н) là một huyện hành chính tự quản (raion), của Tỉnh Sverdlovsk, Nga. Huyện có diện tích 2805 kilômét vuông. Trung tâm của huyện đóng ở Arti.